# وادي المجمعة
وادي المجمعة هو واد في سراة بلقرن في مركز عفراء شمال شرق وادي عفراء، وبه هجرة العقيقة.